# Roses (canção de Saint Jhn)
Roses é uma canção do rapper guianense-americano Saint Jhn, lançada originalmente em 22 de julho de 2016, e posteriormente incluída em seu álbum de 2018, Collection One. Produzido originalmente por Fallen, foi remixado pelo produtor cazaque Imanbek e lançado como single em 18 de setembro de 2019.
O remix de Imanbek ajudou a música a ganhar reconhecimento internacional depois que foi apresentada em um filtro do Snapchat e no aplicativo de compartilhamento de vídeo TikTok, onde recebeu mais de 4,5 bilhões de reproduções no mês de abril de 2020. Em 27 de maio de 2020, um segundo remix produzido por Quay Globale Fallen foi lançado com o rapper americano Future. Em 20 de julho de 2020, um videoclipe foi lançado para o segundo remix, apesar de inicialmente ter sido cancelado para ajudar na fiança de manifestantes presos e ajudar empresas de propriedade de negros e o movimento Black Lives Matter, tudo sobre os protestos de George Floyd que começou em maio de 2020.
Em 17 de julho de 2020, uma segunda versão do remix de Imanbek foi lançada, apresentando um verso extra de Saint Jhn e um verso em destaque do cantor colombiano J Balvin.

## Produção
Um músico e produtor cazaque de 19 anos, Imanbek, remixou a música no início de 2019; foi lançado oficialmente como single em outubro de 2019 pela Effective Records, B1 Recordings e Godd Complexx/Hitco.

## Performance comercial
Após o lançamento do remix de Imanbek, "Roses" alcançou a quarta posição na Billboard Hot 100. Fora dos Estados Unidos, "Roses" liderou as paradas na Austrália, Canadá, Irlanda e Reino Unido.

## Prêmios e indicações
| Ano  | Prêmio                 | Categoria                             | Resultado | Ref.   |
| ---- | ---------------------- | ------------------------------------- | --------- | ------ |
| 2020 | MTV Video Music Awards | Song of Summer                        | Indicado  | [ 10 ] |
| 2021 | Grammy Awards          | Best Remixed Recording, Non-Classical | Venceu    | [ 11 ] |

## Desempenho nas paradas musicais
| Parada (2019–2021)                        | Melhor posição |
| ----------------------------------------- | -------------- |
| Argentina (Argentina Hot 100)             | 23             |
| Austrália (ARIA)                          | 1              |
| República Checa (Rádio Top 100)           | 2              |
| República Checa (Singles Digitál Top 100) | 1              |
| Dinamarca (Hitlisten)                     | 3              |
| França (SNEP)                             | 2              |
| Mundo (Billboard Global 200)              | 14             |
| Irlanda (IRMA)                            | 1              |
| Portugal (AFP)                            | 3              |
| Escócia (Scottish Singles Chart)          | 2              |
| Eslováquia (Rádio Top 100)                | 1              |
| Eslováquia (Singles Digitál Top 100)      | 1              |
| Espanha (PROMUSICAE)                      | 23             |
| Reino Unido (UK Singles Chart)            | 1              |

#### Imanbek Remix
| Chart (2019–2021)                                 | Peak position |
| ------------------------------------------------- | ------------- |
| Áustria (Ö3 Austria Top 75)                       | 2             |
| Bélgica (Ultratop 50 de Flandres)                 | 3             |
| Bélgica (Ultratop 50 da Valônia)                  | 1             |
| Brasil (UBC)                                      | 8             |
| Canadá (Canadian Hot 100)                         | 1             |
| Canadá (Billboard AC)                             | 46            |
| Canadá (Billboard CHR/Top 40)                     | 1             |
| Canadá (Billboard Hot AC)                         | 16            |
| Comunidade dos Estados Independentes (Tophit)     | 2             |
| Colômbia (National-Report) Latino Gang remix      | 43            |
| Finlândia (Suomen virallinen lista)               | 4             |
| Alemanha (Offizielle Deutsche Charts)             | 3             |
| Grécia (IFPI)                                     | 1             |
| Hungria (Dance Top 40)                            | 23            |
| Hungria (Rádiós Top 40)                           | 7             |
| Hungria (Single Top 40)                           | 1             |
| Hungria (Stream Top 40)                           | 1             |
| Islândia (Plötutíðindi)                           | 10            |
| Israel (Media Forest)                             | 3             |
| Itália (FIMI)                                     | 4             |
| Lituânia (AGATA)                                  | 2             |
| Malásia (RIM)                                     | 9             |
| Mexico Airplay (Billboard)                        | 3             |
| Países Baixos (Dutch Top 40)                      | 1             |
| Países Baixos (Single Top 100)                    | 1             |
| Nova Zelândia (Recorded Music NZ)                 | 1             |
| Noruega (VG-lista)                                | 4             |
| Polónia (Polish Airplay Top 100)                  | 9             |
| Romênia (Airplay 100)                             | 1             |
| Rússia (Tophit Airplay)                           | 3             |
| Singapura (RIAS)                                  | 9             |
| Suécia (Sverigetopplistan)                        | 4             |
| Suíça (Schweizer Hitparade)                       | 2             |
| Ucrânia (Tophit Airplay)                          | 1             |
| Estados Unidos (Billboard Hot 100)                | 4             |
| Estados Unidos (Billboard Adult Top 40)           | 22            |
| Estados Unidos (Billboard Dance/Electronic Songs) | 1             |
| Estados Unidos (Billboard R&B/Hip-Hop Songs)      | 36            |
| Estados Unidos (Billboard Mainstream Top 40)      | 4             |
| Estados Unidos (Billboard Rhythmic)               | 2             |
| US Rolling Stone Top 100                          | 3             |

### Paradas mensais
| Parada (2020)              | Melhor posição |
| -------------------------- | -------------- |
| Brasil (Pro-Música Brasil) | 10             |

### Paradas de fim de ano
| Parada (2020)                             | Posição |
| ----------------------------------------- | ------- |
| Argentina Airplay (Monitor Latino)        | 95      |
| Australia (ARIA)                          | 2       |
| Austria (Ö3 Austria Top 40)               | 2       |
| Belgium (Ultratop Flanders)               | 5       |
| Belgium (Ultratop Wallonia)               | 2       |
| Canada (Canadian Hot 100)                 | 6       |
| Denmark (Tracklisten)                     | 2       |
| France (SNEP)                             | 8       |
| Germany (Official German Charts)          | 4       |
| Hungary (Dance Top 40)                    | 75      |
| Hungary (Rádiós Top 40)                   | 27      |
| Hungary (Single Top 40)                   | 2       |
| Hungary (Stream Top 40)                   | 2       |
| Ireland (IRMA)                            | 2       |
| Italy (FIMI)                              | 9       |
| Netherlands (Dutch Top 40)                | 4       |
| Netherlands (Single Top 100)              | 2       |
| New Zealand (Recorded Music NZ)           | 3       |
| Poland (Polish Airplay Top 100)           | 29      |
| Romania (Airplay 100)                     | 1       |
| Spain (PROMUSICAE)                        | 63      |
| Sweden (Sverigetopplistan)                | 6       |
| Switzerland (Schweizer Hitparade)         | 3       |
| UK Singles (OCC)                          | 3       |
| US Billboard Hot 100                      | 19      |
| US Hot Dance/Electronic Songs (Billboard) | 1       |
| US Mainstream Top 40 (Billboard)          | 16      |
| US Rhythmic (Billboard)                   | 21      |

## Certificados
| Parada (2021)                             | Posição |
| ----------------------------------------- | ------- |
| Austrália (ARIA)                          | 56      |
| Áustria (Ö3 Austria Top 40)               | 73      |
| CIS (Tophit)                              | 41      |
| França (SNEP)                             | 82      |
| Alemanha (Official German Charts)         | 60      |
| Global 200 (Billboard)                    | 35      |
| Hungria (Dance Top 40)                    | 87      |
| Hungria (Rádiós Top 40)                   | 81      |
| Hungria (Stream Top 40)                   | 55      |
| Portugal (AFP)                            | 98      |
| Russia Airplay (Tophit)                   | 53      |
| Suíça (Schweizer Hitparade)               | 63      |
| UK Singles (OCC)                          | 98      |
| US Hot Dance/Electronic Songs (Billboard) | 2       |